# Robert Pralgo
Robert Pralgo (New York, 4 giugno 1966) è un attore statunitense.

## Biografia
Robert Pralgo, nato nel Bronx a New York, è laureato in "B.A. Television and Film Production" all'Università della Georgia nel 1989. Dopo la laurea ha lavorato come barista mentre frequentava lezioni di recitazione ad Atlanta e, qualche anno più tardi, si è trasferito a Los Angeles dove ha continuato con i suoi studi nel campo della recitazione. Ha iniziato a presentarsi ad audizioni ed agenti ad Atlanta e ha ottenuto i suoi primi lavori in pubblicità, video e serie televisive con la Houghton Agency.
Nel 2020 Robert Pralgo è stato protagonista del film fanfiction ambientato nel XXIII secolo del franchise di fantascienza Star Trek, Star Trek: First Frontier, diretto da Knneth Smith, in cui impersona il capitano Robert April, primo capitano dell'astronave della Flotta Stellare USS Enterprise NCC-1701, prima del capitano Christopher Pike e ancor prima del capitano James T. Kirk.

## Filmografia parziale

### Cinema
- Stickfighter, regia di BJ Davis (1994)
- Beat Daddies, regia di James Kanter (1996)
- The Waterfront, regia di Jesse Dell e John Sjogren (1998)
- Epiphany, regia di Jim Hunter – cortometraggio (2002)
- Blood Bath, regia di William McDaniel (2002)
- A Conspiracy, regia di Rick Jordan (2003)
- Identity Crisis, regia di Les Rayburn Jr. e Les Rayburn – cortometraggio (2003)
- Vicious, regia di Matt Green (2003)
- Bobby Jones - Genio del golf (Stroke of Genius), regia di Rowdy Herrington (2004)
- Last Goodbye, regia di Jacob Gentry (2004)
- Delivery Boy Chronicles, regia di Stacey Childers (2004)
- Battaglia, regia di Owen Smith – cortometraggio (2005)
- La spacconata (Shooting Gallery), regia di Keoni Waxman (2005)
- The Feeding, regia di Paul Moore (2006)
- The Promise, regia di Shandra L. McDonald – cortometraggio (2007)
- Blood Ties, regia di Kely McClung (2007)
- The Honored, regia di James Magliocca – cortometraggio (2007)
- Waking Up, regia di Micah Ranum – cortometraggio (2008)
- Harvest Moon, regia di Micah Ranum – cortometraggio (2008)
- Crystal River, regia di Brett Levner (2008)
- Rex, regia di Christopher L. Miller (2008)
- Precious Cargo, regia di Max Adams – cortometraggio (2008)
- First Kill, regia di Micah Ranum – cortometraggio (2008)
- Savage, regia di Jordan Blum (2008)
- 12 Round (12 Rounds), regia di Renny Harlin (2009)
- I Am the Bluebird, regia di Thomas Verrette (2009)
- The Mandala Maker, regia di Sam Borowski – cortometraggio (2009)
- The Joneses, regia di Derrick Borte (2009)
- The Blind Side, regia di John Lee Hancock (2009)
- Love Fever, regia di Michele Grey e William 'Bill' Sweikart (2009)
- Puppets of War, regia di Corey Ellis (2010) – voce
- Exhibit A–7, regia di Adam Minarovich (2010)
- Kerberos, regia di Kely McClung (2010)
- Tainted Blood, regia di Martin L. Kelley – cortometraggio (2010)
- YardByrds, regia di Jason Hawkins – cortometraggio (2010)
- Pantheon Black, regia di Fabian Rush (2010)
- Upside, regia di Kenneth Horstmann (2010)
- The Fat Boy Chronicles, regia di Jason Winn (2010)
- Love Thy Enemy, regia di J Knorr (2011)
- Take Me Out, regia di Michael H. Harper – cortometraggio (2011)
- Remnants, regia di Tim Szczesniak (2011)
- Taken 3 – L'ora della verità (Taken 3), regia di Olivier Megaton (2015)
- Il destino di un soldato (The Yellow Birds), regia di Alexandre Moors (2017)
- Ella & John – The Leisure Seeker (The Leisure Seeker), regia di Paolo Virzì (2017)
- Star Trek: First Frontier, regia di Kenneth Smith (2020)

### Televisione
- Matlock – serie TV, episodio 8x19 (1994)
- Baywatch Nights – serie TV, episodio 1x16 (1994)
- Going to California, episodio 1x07 (2001)
- Dawson's Creek – serie TV, episodio 6x23 (2003)
- Prison Break – serie TV, episodio 2x19 (2007)
- House of Payne – serie TV, episodio 2x18 (2007)
- Army Wives – Conflitti del cuore (Army Wives) – serie TV, episodi 1x05 – 1x13 – 2x01 (2007–2008)
- Il mio finto fidanzato (My Fake Fiancé), regia di Gil Junger – film TV (2009)
- One Tree Hill – serie TV, episodi 2x18 – 6x20 (2005–2009)
- High Rise – serie TV, 14 episodi (2009)
- Drop Dead Diva – serie TV, episodio 1x01 (2010)
- Acceptance, regia di Sanaa Hamri – film TV (2009)
- Past Life – serie TV, episodio 1x02 (2010)
- The Vampire Diaries – serie TV, 8 episodi (2009–2010): Richard Lockwood
- The Gates – Dietro il cancello (The Gates) – serie TV, episodio 1x06 (2010)
- My Super Psycho Sweet 16 2, regia di Jacob Gentry – film TV (2010)
- L'ultimo San Valentino (The Lost Valentine), regia di Darnell Martin – film TV (2011)
- Franklin & Bash – serie TV, episodio 1x01 (2011)
- Teen Wolf – serie TV (2011)
- Single Ladies – serie TV, episodio 1x11 (2011)
- Avengers Assemble! – serie TV, episodio 2x04 (2011)
- La signora di Purity Falls (Purity Falls), regia di Sam Irvin – film TV (2019)

## Doppiatori italiani
Nelle versioni in italiano delle opere in cui ha recitato, Robert Pralgo è stato doppiato da:
- Vittorio De Angelis in The Joneses
- Stefano Starna ne La signora di Purity Falls